# Поляны (Коломна)
Поля́ны — исторический район Коломны, находящийся в южной части города, на правом берегу реки Оки. Входит в состав исторического района Щурово. С севера Поляны ограничиваются улицей Шоссейной, с востока — заброшенным известняковым карьером и ручьём Гузеевка, с юга — территорией бывшего ЦНИПСМВО. С запада к району вплотную подходит массив Щуровско-Луховицкого бора.

## История
История района Поляны ведёт своё начало от деревни Ларцевы Поляны, впервые упомянутой в письменных источниках в конце XVI века. 
20 октября 1932 года деревня была включена в черту рабочего посёлка (с 1947 года — города) Щурово. 
Историческую ценность для жителей Полян представляет здание бывшей школы № 4, которая просуществовала до 1959 года и была в то время единственным культурным центром района. 
В 1960 году район Поляны, вместе с остальным Щуровом, вошли в состав Коломны. 
О деревенском прошлом района свидетельствует не только индивидуальный характер его жилой застройки, но и большое количество людей, продолжающих заниматься народными оккультными практиками, что дало жителям Коломны повод прозвать Поляны «посёлком колдунов». Последнее обстоятельство отражено даже в экскурсионных программах, посвящённых этой части города.

## Достопримечательности
На севере Полян расположена Щуровская лесопарковая зона со святым источником Николая Чудотворца. Существует традиция ежегодного крестного хода на этот источник, совершаемого от щуровского храма Пресвятой Троицы в день памяти перенесения мощей святителя Николая (22 мая).

## Транспорт
С центром города район связан автобусным маршрутом № 6. Маршрут № 9 связывает Поляны противоположной окраиной Щурова.